# Природа простору й часу
Природа простору й часу (англ. The Nature of Space and Time) — науково-популярна книга Роджера Пенроуза та Стівена Гокінга, видана в 1996 році англійською мовою у видавництві Princeton University Press, присвячена питанням космології. Стилістично написана у формі дебатів, які були побудовані за зразком серії дебатів між Альбертом Ейнштейном та Нільсом Бором.

## Зміст
У 1994 році Стівен Гокінг і Роджер Пенроуз прочитали серію публічних лекцій із загальної теорії відносності в Інституті математичних наук імені Ісаака Ньютона при Кембриджському університеті. З цих лекцій вони скомпонували книжку, видану 1996 року видавництвом Прінстонського університету.
Книжка написана у формі заочних дебатів, які служать для порівняння та протиставлення поглядів двох науковців. Лектори різняться у своєму баченні квантової механіки та її впливу на еволюцію Всесвіту. Зокрема, Гокінг і Пенроуз не згодні один з одним у тому, що відбувається з інформацією в чорній дірі, і в тому, чому початок Всесвіту відрізняється від кінця.
Одне з головних відкриттів Гокінга, зроблене в 1973 році, полягало в тому, що квантові ефекти змушують чорні діри випускати частинки. При цьому чорна діра випаровується, і можливо, що зрештою від її початкової маси нічого не залишиться. Але під час свого утворення чорні діри поглинають великі обсяги інформації, такої як типи, властивості та конфігурації частинок, які падають у них. Квантова теорія вимагає, щоб така інформація зберігалася, однак те, що відбувається насправді, залишається предметом суперечки між науковцями.
Гокінг та Пенроуз обидва вважають, що коли чорна діра випромінює, вона втрачає інформацію, яку зберігала. Але Гокінг наполягає на тому, що ця втрата безповоротна, тоді як Пенроуз стверджує, що ця втрата врівноважується спонтанними вимірами квантових станів, які повертають інформацію назад до системи.
Обидва вчені згодні з тим, що для опису природи потрібна квантова теорія гравітації. Але вони розходяться у поглядах на деякі аспекти цієї теорії. Пенроуз вважає, що, хоча фундаментальні сили фізики частинок симетричні в часі, вони змінюються, якщо повернути час назад, бо квантова гравітація порушує часову симетрію. Тоді асиметрія часу пояснить, чому на початку Всесвіт був такий однорідний, як ми це бачимо у реліктовому випромінюванні, натомість як кінець Всесвіту має бути безладним.